# Élections législatives ouzbèkes de 2009-2010
Les élections législatives ouzbèkes de 2009-2010 se sont tenues le 27 décembre 2009 et 10 janvier 2010 pour élire les 150 membres de la Chambre législative de l'Ouzbékistan (Oliy Majlis),.
135 sont directement élus au scrutin uninominal tandis que 15 sièges ont été réservés pour le mouvement écologique du pays.

## Résultats
| Partis | Votes      | % | Sièges |
| --- | ---------- | - | ------ |
| Parti libéral-démocrate d'Ouzbékistan (O'zbekiston Liberal Demokratik Partiyasi)                              |            |   |        |
| Parti démocratique populaire d'Ouzbékistan (O'zbekistan Xalq Demokratik Partiyasi)                            |            |   |        |
| Parti démocrate de la renaissance nationale d'Ouzbékistan (O'zbekistan Milliy Tiklanish Demokratik Partiyasi) |            |   |        |
| Parti social-démocrate de la justice (Adolat Sotsial Demokratik Partiyasi)                                    |            |   |        |
| Total |            |   | 135    |
| Votes valides (Taux : NNN%)                                                                                   | 15 108 950 |   |        |
| Votes invalides                                                                                               |            |   |        |
| Votes blancs                                                                                                  |            |   |        |
| Électeurs enregistrés                                                                                         | 17 215 700 |   |        |
| Source: Commission électorale centrale de la République d'Ouzbékistan                                         |            |   |        |